# 梁湘華
梁湘華（1992年10月11日—），臺灣女演員。2016年進入演藝圈，2017年自從模仿阿翰po影片自創角色「阮月嬌」意外爆紅，備受矚目。2018年演出首部電視電影作品為 《最美的風景》，並獲得第54屆電視金鐘獎「迷你劇集／電視電影新進演員獎」。2021年演出大愛電視劇《飄洋過海來愛你》擔任女主角，並在劇中飾演越南籍阮清水嫁來台灣成為新住民角色。

## 演藝生涯
2018年，演出首部電視電影公視人生劇展《最美的風景》，片中飾演阮月嬌，並憑藉本部獲得第54屆電視金鐘獎「迷你劇集／電視電影新進演員獎」。

## 影視作品

### 電影
| 年份   | 片名           | 角色 |
| ------ | -------------- | ---- |
| 2016年 | 《紅衣小女孩》 | 護士 |
| 2019年 | 《一吻定情》   | 記者 |
| 2024年 | 《破浪男女》   | Q    |

### 電視劇、網路劇
| 年份   | 頻道                           | 劇名                      | 角色         | 備註 |
| ------ | ------------------------------ | ------------------------- | ------------ | ---- |
| 2017年 | KKTV                           | 《第一次》                | 老師         | 客串 |
| 2021年 | 八大戲劇台、衛視中文台         | 《她們創業的那些鳥事》    | 化妝師       | 客串 |
| 2021年 | 公視、myVideo、Netflix         | 《天橋上的魔術師》        | 戲院後台小姐 | 客串 |
| 2021年 | 大愛電視台                     | 《飄洋過海來愛你》        | 阮清水       | 主演 |
| 2022年 | 愛奇藝國際站、東森戲劇台       | 《第9節課》               | 蔡老師       | 客串 |
| 2023年 | Netflix                        | 《人選之人-造浪者》       | 鸚鵡呱呱     | 客串 |
| 2024年 | CATCHPLAY+、愛奇藝、八大戲劇台 | 《茁劇場－非殺人小說》    | 阮氏嬿妮     | 主演 |
| 2024年 | 民視無線台                     | 《商魂》                  | 酒家女愛子   | 客串 |
| 2024年 | 優酷視頻、YouTube              | 《關於未知的我們》        | 馮寧         | 主演 |
| 2024年 | 公視台語台                     | 《鹽水大飯店》            | 淑雯         | 主演 |
| 2024年 | 大愛電視台                     | 《你好，我是誰2》         | 莊美娟       | 主演 |
| 2025年 | GagaOOLala、Netflix            | 《第一次遇見花香的那刻2》 | MAY          | 客串 |
| 2025年 | 大愛電視台                     | 《院長爸爸》              |              |      |
| 2025年 | 公視、LINE TV                  | 《零日攻擊》              |              | 客串 |

### 電視電影
| 年份   | 頻道 | 劇名           | 角色   | 備註 |
| ------ | ---- | -------------- | ------ | ---- |
| 2018年 | 公視 | 《最美的風景》 | 阮月嬌 | 主演 |
| 2019年 | 公視 | 《糖糖Online》 | 阮氏   | 客串 |

### MV
- 2024年 徐暐翔〈誰之後沒走〉

### 廣告
- 高露潔牙膏 - 網路廣告母子篇  飾推薦媽媽
- SEIKO Premier - 王力宏代言
- 統一蛋糕屋 - 12星座的告密  飾雙雙姐
- 台新遠傳friDay聯名卡 - 門卡篇

## 劇場演出
- 2016年 - 原舞者國家戲劇院年度製作《Maataw浮島》
- 2016年 - 兩廳院年度製作 希臘經典悲劇《酒神的女信徒》
- 2017年 - 臺北藝術大學戲劇學系冬季公演《小艾友夫》

## 獎項紀錄
| 年份   | 頒獎典禮         | 獎項                         | 作品           | 角色   | 結果 |
| ------ | ---------------- | ---------------------------- | -------------- | ------ | ---- |
| 2019年 | 第54屆金鐘獎     | 迷你劇集／電視電影新進演員獎 | 《最美的風景》 | 阮月嬌 | 獲獎 |
| 2024年 | 第61屆金馬獎     | 最佳新演員                   | 《破浪男女》   | Q      | 提名 |
| 2025年 | 第27屆台北電影獎 | 最佳新演員                   | 《破浪男女》   | Q      | 獲獎 |

## 外部連結
- 梁湘華 Xiang Hua Liang的Facebook專頁
- 梁湘華的Instagram帳戶

1. ↑  . 鏡週刊.   [2020-01-02]. （原始内容存档于2020-01-02） （中文（臺灣））.
2. ↑  . SETN.   [2019-10-05] （中文（臺灣））.
3. ↑  . ETTODAY.   [2019-09-04] （中文（臺灣））.
4. ↑  . YAHOO.   [2019-09-02]. （原始内容存档于2019-09-21） （中文（臺灣））.
5. ↑  . 慈善新聞網-人文藝術-全台新聞. 2021-03-12 （中文）.